# Annabel Lee (De Elegasten)
Annabel Lee is een Nederlandstalig liedje van de Belgische band The Campground Singers (later bekend als De Elegasten) uit 1967. 
Het nummer verscheen op de lp The Campground Singers uit 1967. Daarnaast verscheen het ook als  ep in datzelfde jaar.

## Tracklist ep
- Annabel Lee
- Intetinte
- Dat Je Mijn Liefje Bent'
- Drie Boomkens[2]

## Meewerkende artiesten
- Muzikanten[3]:
  - Herman Van Caeckenberghe (zang)
  - Paul Poppe
  - Ray Poppe
  - Yvan Poppe
  - Riet Bracke